# Two Tree Island (Ilha das Duas Árvores)

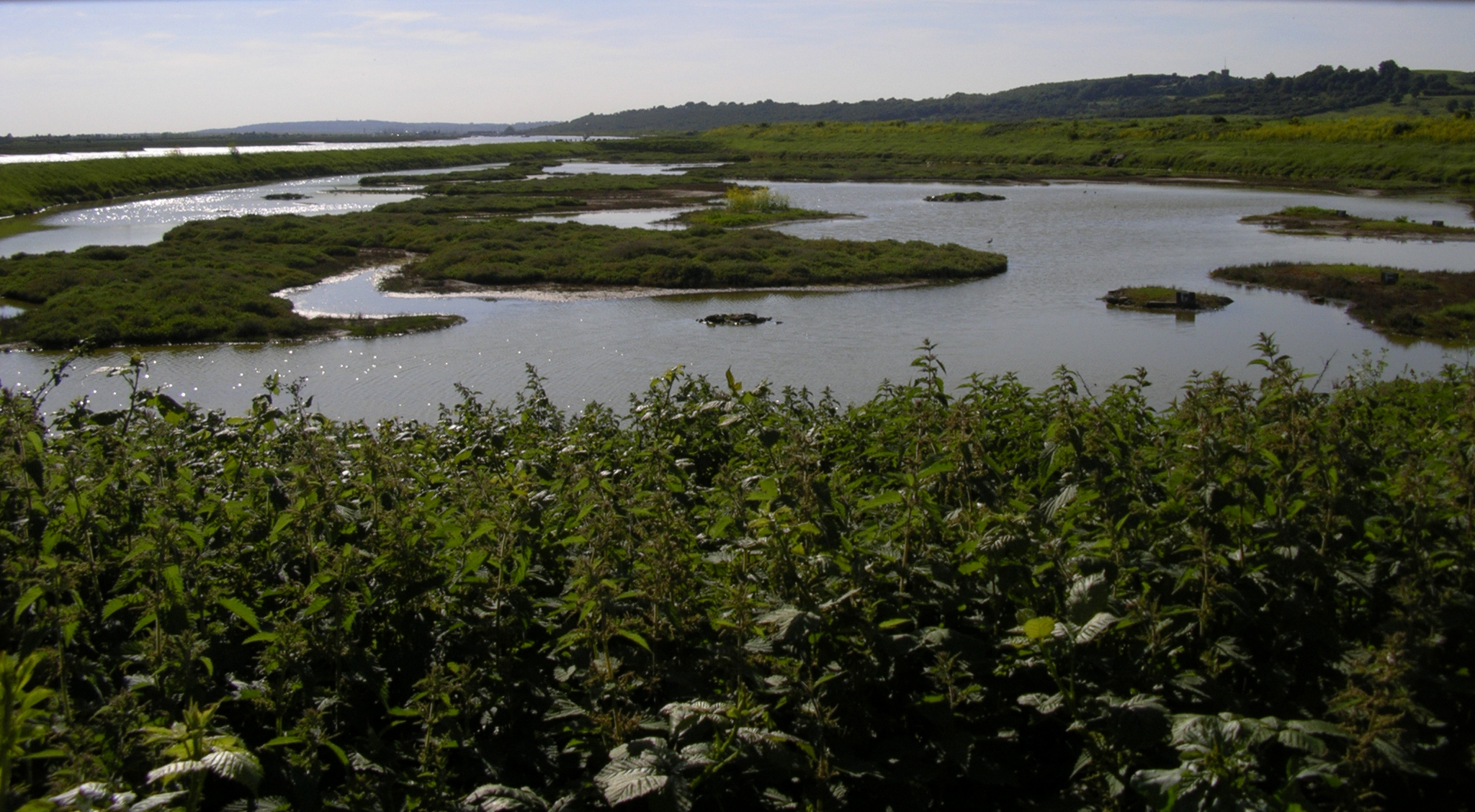
A depressão, na Ilha das Duas Árvores, que se enche sazonalmente.

Two Tree Island (Ilha das Duas Árvores) é uma pequena ilha localizada a nordeste de Canvey Island e a sudoeste de Leigh-on-Sea em Essex, Inglaterra. Abrange 257 ha (640 acres)  e está ligada ao continente em Leigh por uma ponte.
A ilha foi recuperada do estuário do Tâmisa no século XVIII e foi usada como pasto até 1910, ano em que uma rede de esgoto foi construída sobre ela. A partir de 1936, toda a ilha foi utilizada como aterro sanitário ; isso foi posteriormente reduzido a um único pequeno local na ilha em 1974. Agora é uma reserva natural, administrada pelo Essex Wildlife Trust, e a metade leste faz parte da Reserva Natural Nacional de Leigh . Na extremidade oeste havia duas peles de pássaros ; com vista para um arranhão ou lagoa construída propositadamente onde as aves pernaltas se alimentam a oeste e Benfleet Creek/Canvey Island Leigh Beck a sudoeste. Ambas as peles foram destruídas por vândalos em 2019; no entanto, a lagoa e o riacho ainda podem ser vistos de onde ficavam as peles e em outros locais no lado oeste da ilha. Existem mais dois esconderijos de pássaros no lado leste, um sobre o arranhão e outro sobre o antigo reservatório do aterro. Durante a época de reprodução, nidificam aqui aves limícolas (incluindo alfaiates ) e gaivotas . Um relógio de ninho foi organizado por alguns anos após um caso grave de roubo de ovos de alfaiate. Além de uma reserva natural, Two Tree Island funciona dentro da comunidade. No final da estrada da ilha, no lado sul, há um cais de concreto inclinado, operado pela Autoridade do Porto de Londres, uma área de armazenamento de barcos e dois estacionamentos. O centro de atividades aquáticas dos grupos 6º Westliff e 2º Chalkwell Bay Scout está localizado no final do estacionamento. No centro do lado oeste há um aeródromo, sede do Southend Radio Flying Club e da South Essex Model Aircraft Society, que hospeda vários shows aéreos ao longo do ano, bem como práticas e treinamentos regulares de voo .
Embora a história da ilha remonte ao século XVIII, seu envolvimento com a guerra é claro. No final do lado leste da ilha estão duas casamatas, uma fica na ilha e a outra em Leigh Marshes . Na maré baixa, o de leste é perceptível caminhando por um caminho de margem construído no pântano e o da ilha pode ser visto facilmente, embora o acesso ao interior seja restrito devido ao cultivo de plantas e a estrutura esteja abandonada. As casamatas faziam parte de um sistema de comunicação e sinalização desenvolvido durante a Grande Guerra . Eles podem ser alcançados a partir do estacionamento do extremo norte com uma caminhada de 5 minutos ou do estacionamento do extremo sul com uma caminhada de 10 minutos.